# DDR-Mannschaftsmeisterschaft im Schach 1991
Bei der DDR-Mannschaftsmeisterschaft im Schach 1991 gewann SV Erfurt-West 90 die DDR-Mannschaftsmeisterschaft. Da die DDR zwischenzeitlich als Staat nicht mehr bestand, wurden die Meisterschaften als Spielklassen des DSV (mit Bezug zum dortigen Schachverband im namentlichen Gegensatz zum Deutschen Schachbund) abgeschlossen.
Gespielt wurde ein Rundenturnier, wobei jede Mannschaft gegen jede andere jeweils zwei Mannschaftskämpfe an acht Brettern austrug. Insgesamt waren es 56 Mannschaftskämpfe, also 448 Partien. Die drei Erstplatzierten qualifizierten sich für die 1. Bundesliga 1991/92. Die Mannschaften auf den Plätzen 4 bis 7 waren direkt für die 2. Bundesliga in der Saison 1991/92 startberechtigt, der Tabellenletzte hatte die Chance, sich über einen Stichkampf gegen den Zweiten der Staffel A der DSV-Liga ebenfalls für die 2. Bundesliga zu qualifizieren.

## DSV-Meisterschaft 1991

### Kreuztabelle der DSV-Oberliga (Rangliste)
|   | Verein                | 1   | 2   | 3    | 4    | 5    | 6    | 7    | 8    | BP   | MP |
| - | --------------------- | --- | --- | ---- | ---- | ---- | ---- | ---- | ---- | ---- | -- |
| 1 | SV Erfurt-West 90     |     | 8,5 | 9,5  | 11,0 | 8,0  | 11,5 | 12,0 | 12,5 | 73,0 | 13 |
| 2 | SV Empor Berlin       | 7,5 |     | 10,5 | 10,0 | 10,5 | 8,5  | 13,0 | 11,0 | 71,0 | 12 |
| 3 | VdS Buna Halle        | 6,5 | 5,5 |      | 9,0  | 9,5  | 11,0 | 13,0 | 13,0 | 67,5 | 10 |
| 4 | Post SV Dresden       | 5,0 | 6,0 | 7,0  |      | 9,0  | 11,5 | 8,0  | 10,0 | 56,5 | 7  |
| 5 | SV Blau-Weiß Leipzig  | 6,0 | 5,5 | 6,5  | 7,0  |      | 9,0  | 9,5  | 13,5 | 57,0 | 6  |
| 6 | BSV AdW Berlin        | 4,5 | 7,5 | 5,0  | 4,5  | 7,0  |      | 9,0  | 9,0  | 46,5 | 4  |
| 7 | SSV Rotation Berlin   | 4,0 | 3,0 | 3,0  | 8,0  | 6,5  | 7,0  |      | 12,0 | 43,5 | 3  |
| 8 | ESV Lok Leipzig-Mitte | 3,5 | 5,0 | 3,0  | 6,0  | 2,5  | 7,0  | 4,0  |      | 31,0 | 0  |

Anmerkung: Der Kampf SV Erfurt-West 90 gegen SV Blau-Weiß Leipzig wurde mit 1:0 Mannschaftspunkten und 8:6 Brettpunkten gewertet.

### Beste Einzelresultate
| Spieler          | Verein            | Punkte | Partien | Elo-Performance |
| ---------------- | ----------------- | ------ | ------- | --------------- |
| Uwe Bönsch       | VdS Buna Halle    | 7,5    | 10      | 2613            |
| Waleri Tschechow | SV Empor Berlin   | 6,5    | 8       | 2609            |
| Jens-Uwe Maiwald | SV Erfurt-West    | 10,5   | 12      | 2586            |
| Andrej Kowaljow  | SV Empor Berlin   | 6,0    | 8       | 2557            |
| Thomas Pähtz     | SV Erfurt-West 90 | 8,5    | 12      | 2518            |
| Dirk Poldauf     | SV Empor Berlin   | 11,0   | 14      | 2507            |
| Artur Hennings   | VdS Buna Halle    | 9,0    | 12      | 2500            |
| Thomas Casper    | Blau-Weiß Leipzig | 8,5    | 14      | 2475            |
| Henrik Teske     | SV Erfurt-West 90 | 9,5    | 14      | 2461            |

### Die Meistermannschaft
| 1.            | SV Erfurt-West 90 |
| Schachfiguren | Raj Tischbierek, Thomas Pähtz, Thomas Luther, Henrik Teske, Michael Schwarz, Matthias Müller, Joachim Brüggemann, Bernd Vökler, Jens-Uwe Maiwald |

### DSV-Liga
Nach zahlreichen Rücktritten im Zuge der gesellschaftlichen Veränderungen verblieb die Liga letztlich mit 33 statt der zuvor üblichen 50 Mannschaften. Die Staffelsieger waren direkt für die 2. Bundesliga 1991/92 qualifiziert, die jeweiligen Zweiten hatten die Chance, sich über eine weitere Qualifikation einen Startplatz in der 2. Bundesliga zu sichern (in der Staffel B ging dieses Recht auf den Drittplatzierten über, da in der 2. Bundesliga nur eine Mannschaft pro Verein zugelassen ist und die erste Mannschaft des BSV AdW Berlin schon über die DSV-Oberliga sicher für die 2. Bundesliga qualifiziert war).
| Platz | Verein                     | M-Punkte | B-Punkte |
| ----- | -------------------------- | -------- | -------- |
| 1     | USC Magdeburg              | 12       | 35,0     |
| 2     | ESV Schwerin               | 8        | 29,0     |
| 3     | SC Fürstenwalde            | 8        | 24,5     |
| 4     | Preußen Frankfurt          | 5        | 24,0     |
| 5     | SV Schifffahrt Rostock     | 4        | 21,0     |
| 6     | PSV Potsdam                | 4        | 19,0     |
| 7     | Potsdamer Sportunion 04 II | 1        | 14,5     |

| Platz | Verein                  | M-Punkte | B-Punkte |
| ----- | ----------------------- | -------- | -------- |
| 1     | VdS Buna Halle II       | 13       | 39,5     |
| 2     | BSV AdW Berlin II       | 13       | 38,0     |
| 3     | Empor Berlin II         | 10       | 33,0     |
| 4     | SG 67 Halle-Neustadt    | 09       | 35,0     |
| 5     | Lok Brandenburg         | 08       | 32,5     |
| 6     | Post Berlin             | 08       | 30,0     |
| 7     | SV Leipzig 1899         | 05       | 25,0     |
| 8     | Magdeburger SV Börde    | 04       | 31,0     |
| 9     | Potsdamer Sportunion 04 | 02       | 24,0     |

| Platz | Verein              | M-Punkte | B-Punkte |
| ----- | ------------------- | -------- | -------- |
| 1     | KSV Lützkendorf     | 11       | 31,0     |
| 2     | SC Leipzig-Gohlis   | 08       | 27,5     |
| 3     | VdS Buna Halle III  | 07       | 22,5     |
| 4     | Chemie Greiz        | 06       | 25,0     |
| 5     | TSV Plaugard Plauen | 06       | 23,5     |
| 6     | Carl Zeiss Jena     | 03       | 21,5     |
| 7     | ESV Lok Chemnitz II | 01       | 17,0     |

| Platz | Verein                              | M-Punkte | B-Punkte |
| ----- | ----------------------------------- | -------- | -------- |
| 01    | ESV Lok Chemnitz                    | 16       | 48,0     |
| 02    | SV Cottbus Ost                      | 14       | 47,5     |
| 03    | TU Dresden                          | 13       | 41,5     |
| 04    | PSV Dresden II                      | 08       | 36,0     |
| 05    | Aktivist Schwarze Pumpe Hoyerswerda | 08       | 32,5     |
| 06    | SK Dresden 90                       | 07       | 34,5     |
| 07    | ESV Dresden                         | 07       | 32,0     |
| 08    | Robotron Oelsnitz                   | 06       | 33,0     |
| 09    | Blau-Weiß Leipzig II                | 05       | 29,5     |
| 10    | Lok Leipzig-Mitte II                | 03       | 22,5     |

### Qualifikationswettkämpfe zur 2. Bundesliga 1991/92
In den Qualifikationswettkämpfen zur 2. Bundesliga wurden fünf Startplätze vergeben. Hierbei sollte ein Stichkampf zwischen dem ESV Lok Leipzig-Mitte (Achter der DSV-Oberliga) und dem ESV Schwerin (Zweiter der DSV-Liga, Staffel A) stattfinden, deren Sieger sich für die 2. Bundesliga qualifizierte.
Ferner fanden vom 24. bis 26. Mai 1991 vier Qualifikationsturniere mit je vier Mannschaften statt, deren Sieger für die 2. Bundesliga qualifiziert waren. Da Schwerin den Stichkampf absagte, war Lok Leipzig-Mitte kampflos für die 2. Bundesliga qualifiziert.

#### Gruppe A
Für die in Stadthagen ausgetragenen Wettkämpfe der Gruppe A waren die zweite Mannschaft des SV Empor Berlin als Dritter der DSV-Liga, Staffel B, Werder Bremen als Siebter der 2. Bundesliga Nord sowie mit dem SC Stadthagen und der zweiten Mannschaft des Hamburger SK die Sieger der beiden Staffeln der Regionalliga Nord teilnahmeberechtigt, allerdings traten die Berliner nicht an. 
Aufgrund der besseren Berliner Wertung setzten sich die Gastgeber vor den Hamburgern durch, die nach Mannschafts- und Brettpunkten gleichauf lagen.
| Ergebnisse | Ergebnisse         | 1. | 2. | 3. | 4. |
| ---------- | ------------------ | -- | -- | -- | -- |
| 1.         | SC Stadthagen      |    | 3  | 5½ |    |
| 2.         | Hamburger SK II    | 5  |    | 3½ |    |
| 3.         | Werder Bremen      | 2½ | 4½ |    |    |
| 4.         | SV Empor Berlin II |    |    |    |    |

#### Gruppe B
An den in Mülheim an der Ruhr ausgetragenen Wettkämpfe der Gruppe B nahmen der SC Leipzig-Gohlis als Zweiter der DSV-Liga, Staffel C, der PSV/BSV Wuppertal als Siebter der 2. Bundesliga West sowie mit dem SV Eichbaum Mülheim und dem PSV Turm Duisburg die beiden Ersten der NRW-Liga teil. Die Gastgeber gewannen alle Wettkämpfe und stiegen damit in die 2. Liga auf.
| Ergebnisse | Ergebnisse          | 1. | 2. | 3. | 4. |
| ---------- | ------------------- | -- | -- | -- | -- |
| 1.         | SV Eichbaum Mülheim |    | 4½ | 5  | 6  |
| 2.         | PSV Turm Duisburg   | 3½ |    | 4½ | 5  |
| 3.         | PSV/BSV Wuppertal   | 3  | 3½ |    | 4½ |
| 4.         | SC Leipzig-Gohlis   | 2  | 3  | 3½ |    |

#### Gruppe C
An den in Waldshut-Tiengen ausgetragenen Wettkämpfen der Gruppe C nahmen die SGEM Waldshut-Tiengen als Siebter der 2. Bundesliga Südwest, der SCA St. Ingbert als Sieger der Oberliga Südwest, die zweite Mannschaft der FTG Frankfurt als Hessenmeister sowie der SC Donaueschingen als badischer Meister teil. Die Frankfurter gewannen alle Wettkämpfe und stiegen damit in die 2. Liga auf.
| Ergebnisse | Ergebnisse            | 1. | 2. | 3. | 4. |
| ---------- | --------------------- | -- | -- | -- | -- |
| 1.         | FTG Frankfurt II      |    | 4½ | 6½ | 5  |
| 2.         | SCA St. Ingbert       | 3½ |    | 6½ | 5½ |
| 3.         | SGEM Waldshut-Tiengen | 1½ | 1½ |    | 5  |
| 4.         | SC Donaueschingen     | 3  | 2½ | 3  |    |

#### Gruppe D
Die Wettkämpfe der Gruppe D fanden in Augsburg-Göggingen statt, Teilnehmer waren der BSV Cottbus-Ost als Zweiter der DSV-Liga, Staffel D, der SV Marbach als Siebter der 2. Bundesliga Süd, der SK Göggingen als Bayernmeister und der SK Schmiden als Meister Württembergs. Die Gastgeber setzten sich knapp durch und stiegen damit in die 2. Liga auf.
| Ergebnisse | Ergebnisse      | 1. | 2. | 3. | 4. |
| ---------- | --------------- | -- | -- | -- | -- |
| 1.         | SK Göggingen    |    | 3½ | 6½ | 5½ |
| 2.         | SK Schmiden     | 4½ |    | 3  | 6½ |
| 3.         | SV Marbach      | 1½ | 5  |    | 4½ |
| 4.         | BSV Cottbus-Ost | 2½ | 1½ | 3½ |    |

## DSV-Mannschaftsmeisterschaft der Frauen 1991

### DSV-Oberliga
| Platz | Verein           | Punkte |
| ----- | ---------------- | ------ |
| 1     | Rotation Berlin  | 49,5   |
| 2     | SV Leipzig 1899  | 40,5   |
| 3     | Motor Weimar     | 39,0   |
| 4     | Chemie Guben 90  | 36,0   |
| 5     | PSV Dresden      | 33,0   |
| 6     | VdS Buna Halle   | 28,0   |
| 7     | Bau-Union Berlin | 26,0   |

### DSV-Liga
| Platz | Verein               | Punkte |
| ----- | -------------------- | ------ |
| 1     | USC Magdeburg        | 14,0   |
| 2     | SV Buna Schkopau     | 13,5   |
| 3     | Rotation Berlin II   | 13,5   |
| 4     | BLH Potsdam          | 13,0   |
| 5     | Rotation IPP Schwedt | 06,0   |

| Platz | Verein                   | Punkte |
| ----- | ------------------------ | ------ |
| 1     | Metall Gera              | 15,0   |
| 2     | SC Leipzig-Gohlis        | 15,0   |
| 3     | Rodewischer Schachmiezen | 10,5   |
| 4     | ESV Lok Chemnitz         | 10,0   |
| 5     | TU Dresden               | 06,5   |

### DSV-Regionalliga
| Platz | Verein                  | Punkte |
| ----- | ----------------------- | ------ |
| 1     | Chemie Berlin-Weißensee | 8,0    |
| 2     | ESV Halberstadt         | 7,5    |
| 3     | ESU Dessau/Roßlau       | 2,5    |

| Platz | Verein                      | Punkte |
| ----- | --------------------------- | ------ |
| 1     | Eintracht Halle-Neustadt    | 19,5   |
| 2     | SV Leipzig 1899 II          | 14,0   |
| 3     | SC Leipzig-Gohlis II        | 09,5   |
| 4     | Rodewischer Schachmiezen II | 09,0   |
| 5     | Motor Weimar II             | 08,0   |